# 丰富路
丰富路是南京市秦淮区的道路，南起建邺路，北至新街口。明代称高井大街，清末此路分别称头道高井、二道高井、三道高井、丰富巷，1930年统称丰富路。